# 江西法政專門學校
私立江西法政專門學校 （1911年－1933年），為1905年科举制度废止後，中国近代新式教育的兴起初期民间成立的学校之一。有鑑於清朝政治腐敗衰微，江西同鄉留日學生發起集資創辦，以教育鄉民。

## 簡史
江西法政專門學校於1910年發起創辦，租賃民房為校址，设在江西南昌繫馬樁，推舉劉存一為校長，1911年呈報清朝學部立案，开始招收學生，分法学與政治学兩班。
1913年改選徐元誥為校長，並呈報中華民國北京教育部立案，1914年改選羅家衡為校長。1922年，選出龍欽海為校長。
1926年至1928年北伐戰爭，學校曾遭北洋軍閥破壞毀損而停頓，期間中華民國大學院成立並頒行《私立學校條例》。1928年冬，學校依法組織校董會並選舉校長。
1929年，學校依據政令停止招收學生，逐年結束三年學制的專門部在校生，於1933年學校停辦。

## 腳注與文獻
1. 1 2 3  1930年7月 . : 第55頁. “最初設立人一覽，羅文蔚、劉存一、徐元誥、羅家衡、孫振渭、劉 濂、龍欽海均列名其中；及在現任董事，徐元誥為董事長，劉存一、羅家衡為董事；在現任職教員表，劉 濂為校長，龍欽海為法律科主任，羅文蔚為事務主任。在「本校二十年之經過」著者為……校長劉 濂口述，他人記錄。”
2. ↑  “吾校成立於民國前一年，遊學東瀛諸君，鑑於滿清政治之腐窳，法制之陵夷，畢業歸來，慨然思本其所學以為改造國民之一助，而斯校乃嶄然漸露頭角。”
3. ↑  “宣統二年冬，發起創辦，集得基金萬餘元，租賃繫馬樁民房為校址，公舉劉存一為校長，次年即呈報前清學部立案，二月招收別科學生，分法律與政治兩班，三年畢業。”
4. ↑  “民國二年，改選徐元誥為校長，復備文冊，呈報北京教育部立案，（民國）三年改選羅家衡為校長，專辦本科，停辦別科招生，並添招預科學生，二年畢業，再升入本科。並由發起人捐資二萬元，在（南昌）高升巷，購買民地五畝有奇，建築新校舍，同年即行遷入。”
5. ↑  “民國十一年，北伐軍興，學校則由當時選出之校長龍欽海主其事”
6. ↑  “（民國）十五年，… 遭本省北洋軍閥蹂躪，將本校圖書文件器具毀損十之八九，停頓數月，嗣又為革命軍借寓， … （民國）十七年冬，… 軍隊退去，… 本校乃得回復原狀。同年遵照大學院私立學校條例，由發起人組織設立人會，開大會，撰擬校董會章程，選舉校董十一人，同時開會選舉校長。”
7. ↑  “奉教育部第九四六號訓令：「法、醫兩種專門學校，限期停辦，其已設之兩種專校，祇准辦至現有學生畢業時止，自（民國）十八年暑假起，一律不得繼續招生。」”
8. ↑  “統計現有學生五班，法律本科三年級一百六十五人，準於（民國）十九年度學期終了畢業，政治經濟本科二年級生一百四十一人，法律本科二年級生一百三十四人，應在（民國）二十年度之終畢業，又政治經濟本科一年級生一百九十八人，法律本科一年級生一百九十人，應在（民國）二十一年度之終畢業。準此以往，在（民國）二十二年學期開始前，本校專門部完全結束。”

- 1930年7月 . 《民國珍稀專刊特刊增刊紀念號匯編. [v.3], 增刊紀念號卷 ; 54》. 北京: 全國圖書館文獻縮微復制中心. 2010年 [1930].

## 外部連結
- （繁體中文）國立臺灣大學圖書館館藏目錄：私立江西法政專門學校二十周年紀念特刊[永久]